# Hit Collection
Hit Collection é a quinta coletânea de LAZY. Foi lançada em 20 de novembro de 1999 pela BMG e tem 19 faixas.

## Produção
Quinta coletânea da LAZY, primeira banda de Hironobu Kageyama, que também tinha membros da Neverland e da Loudness. Contém músicas que foram previamente lançadas como singles.

## Recepção
O site CD Journal, ao analisar o álbum, destacou a evolução musical da banda, além de comparar algumas faixas com o som do Deep Purple.

## Faixas
| N.º            | Título                     | Letras                   | Música           | Arranjo                   | Duração |  |
| 1.             | "Hey! I Love You!"         | Yukinojo Mori            | Koji Makaino     | K. Makaino                | 3:21    |  |
| 2.             | "Camouflage"               | Yumi Matsutoya           | Shunichi Tokura  | S. Tokura                 | 2:44    |  |
| 3.             | "Akazukinchan Goyojin"     | Masami Sugiyama          | S. Tokura        | S. Tokura                 | 2:54    |  |
| 4.             | "Moero Rock 'n' Roll Fire" | M. Sugiyama              | S. Tokura        | S. Tokura                 | 4:22    |  |
| 5.             | "Futari no Takarajima"     | Hiroshi Kamayatsu        | S. Tokura        | S. Tokura                 | 3:20    |  |
| 6.             | "Jigoku no Tenshi"         | Rei Nakanishi            | S. Tokura        | S. Tokura                 | 4:39    |  |
| 7.             | "Hello Hello Hello"        | R. Nakanishi             | S. Tokura        | S. Tokura                 | 2:59    |  |
| 8.             | "Stop the Music"           | Yoshiko Miura            | S. Tokura        | S. Tokura                 | 2:54    |  |
| 9.             | "Full Count"               | Y. Mori                  | Y. Mori          | LAZY                      | 2:53    |  |
| 10.            | "Ai ni wa Ai wo"           | Y. Miura                 | K. Makaino       | K. Makaino                | 4:25    |  |
| 11.            | "Baby, I Make a Motion"    | Ritsu Iwasawa            | Kunihiko Kase    | Shigeki Watanabe          | 5:01    |  |
| 12.            | "Omae Wa Howzit"           | R. Iwasawa               | K. Kase          | S. Watanabe               | 3:57    |  |
| 13.            | "Hotel"                    | Y. Miura                 | Akira Takasaki   | LAZY                      | 4:24    |  |
| 14.            | "Midnight Boxer"           | Kazuko Kobayashi         | Kingo Hamada     | K. Makaino                | 3:42    |  |
| 15.            | "Dreamer"                  | Ayumi Date • A. Takasaki | A. Takasaki      | LAZY                      | 4:58    |  |
| 16.            | "Dreamy Express Trip"      | A. Date                  | K. Mizutani      | K. Mizutani • A. Takasaki | 4:32    |  |
| 17.            | "Kanashimi Wo Buttobase"   | Y. Mori                  | K. Hamada        | Jun Sato                  | 3:11    |  |
| 18.            | "Kanjite Night"            | A. Date                  | K. Mizutani      | A. Takasaki               | 3:02    |  |
| 19.            | "We Are Star"              | Y. Miura                 | Munetaka Higuchi | LAZY                      | 4:30    |  |
| Duração total: | Duração total:             | Duração total:           | Duração total:   | Duração total:            | 71:48   |  |

## Integrantes
- Hironobu Kageyama (Michell) - Vocal

- Akira Takasaki (Suzy) - Guitarra

- Hiroyuki Tanaka (Funny) - Baixo

- Shunji Inoue (Pocky) - Teclado

- Munetaka Higuchi (Davy) - Bateria